# Soylent Green
Soylent Green je americký sci-fi film z roku 1973. Předlohou byl dystopický román Harryho Harrisona z roku 1966 Místo, místo! Více místa!.
Poukazuje hlavně na problémy přelidnění, znečištění a zhroucení civilizace. V roce 2022 v čtyřicetimilionovém Manhattanu dochází k stále častějším výpadkům i základních služeb; běžné potraviny (které jsou nyní nepředstavitelně drahé a dovolit si je může jen skupina velmi bohatých) již dávno vytlačily náhražky, kterými jsou Soylent Red, Soylent Yellow a nově i Soylent Green. Ten má být podle reklamní kampaně ve filmu vyráběn z mořského planktonu. Jeho původ je však základní zápletkou celého snímku, rozluštit se jej pokouší detektiv Robert Thorn (Charlton Heston) a jeho spolubydlící, policejní vyšetřovatel Sol Roth (Edward G. Robinson). Obě ústřední postavy nejprve rozkrývají vraždu jednoho z členů představenstva společnosti Soylent, později se však celý případ stále více komplikuje.
Přelidnění a znečištění bylo častými tématy science fiction 70. let a připomínalo problémy stále rychleji se rozšiřující techniky a průmyslové výroby. Film získal ocenění Nebula Award a Saturn Award za nejlepší vědeckofantastický film roku 1973. Mnohé prvky tohoto snímku byly později použity jako parafráze či parodie v různých novějších filmech či televizních seriálech, jako například "Domov", eufemisticky nazývaná klinika pro eutanazie, či původ samotného zeleného soylentu jako takového.